# Kem lót

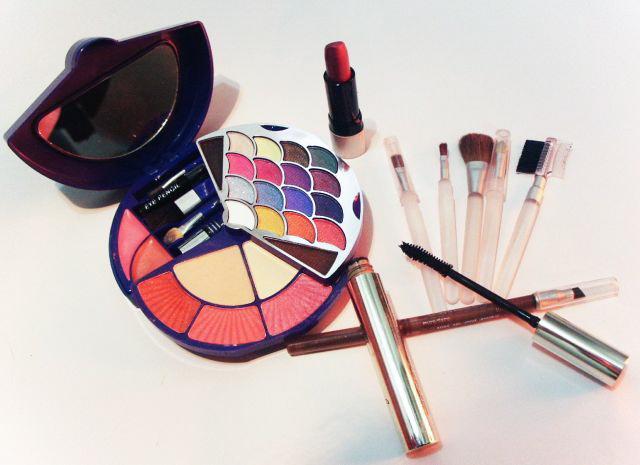
Kem lót

Kem lót là kem hoặc sữa dưỡng được sử dụng trước khi thoa mỹ phẩm khác để cải thiện vùng phủ và kéo dài thời gian lớp trang điểm trên mặt. Kem lót giúp tạo lớp màng mỏng để bảo vệ da và ngăn cách da với các loại mỹ phẩm khi sử dụng như kem nền, phấn phủ. Do đó, kem lót được ví như một lớp mặt nạ mỏng bảo vệ da khỏi những tác động từ môi trường hay các loại mỹ phẩm bám trên da và giúp chúng được lâu trôi hơn khi trang điểm.

## Biến thể
Có nhiều loại kem lót khác nhau như kem lót nền, kem lót mí mắt, kem lót môi và kem lót mascara.
Kem lót nền có thể hoạt động giống như kem dưỡng ẩm khác nhau, hoặc có thể hấp thụ dầu với axit salicylic hoặc giúp tạo ra một ít dầu và bề ngoài mịn màng hơn. Kem lót giúp thoa kem nền bằng phẳng và êm ả hơn và làm tăng thời gian lớp nền. Một số chứa chất chống oxy hóa như A, C và E, hoặc các thành phần khác như chiết xuất hạt nho và chiết xuất trà xanh. Có những kem lót nền dựa trên nước và silic. Thành phần có thể bao gồm cyclomethicone và dimethicone. Một số kem lót không chứa chất bảo quản, dầu hoặc hương thơm. Một số cũng có thể có yếu tố bảo vệ chống nắng (SPF). Một số kem lót nền phủ màu thậm chí còn cải thiện màu da hoặc màu sắc. Số khác cho lớp trang điểm óng ánh để làm cho da thêm ánh sáng phản chiếu. Ngoài ra còn có kem lót nền là kem lót khoáng chất có chứa mica và silic.
Kem lót mí mắt hoặc phấn mắt tương tự nhau, nhưng đặc biệt sử dụng gần mắt. Kem lót mí có thể giúp ngay cả màu sắc mí và vùng mắt trên, có thể làm giảm độ mẫn cảm, có thể thêm ánh sáng lung linh, hoặc ngược lại có thể làm mờ đi. Kem lót mắt hỗ trợ thoa phấn mắt êm ả, ngăn ngừa nếp nhăn mí mắt và cải thiện tuổi thọ. Kem lót phấn mắt thoa cho vùng mí mắt và vùng mắt dưới trước khi thoa phấn mắt. Kem lót phấn mắt giúp bạn sử dụng phấn mắt. Kem lót tăng cường màu sắc phấn mắt và giữ cho chúng không bị mờ hay có nếp nhăn bằng cách giảm độ bóng mí. Hiệu quả của kem lót phấn mắt không giới hạn ở phấn mắt. Kem lót cũng dùng cho bút kẻ mắt.
Kem lót mascara đôi khi không màu. Nó thường tăng độ dày hoặc kéo dài mi mắt trước khi tô thoa mascara tạo nên diện mạo hoàn chỉnh hơn. Nó cũng có thể giúp giữ cho mascara không bị bẩn hoặc bong tróc và một số có khả năng cải thiện sức khỏe lông mi.
Kem lót môi được dùng để làm mịn môi và giúp cải thiện sử dụng son môi hoặc son bóng, mặc dù tẩy tế bào chết đôi môi thường được khuyến cáo trước khi thoa. Chúng cũng làm tăng tuổi thọ đôi môi và ngăn ngừa son môi từ lông vũ, tức vết nhòe, đặc biệt khi di chuyển vào bất kỳ đường viền xung quanh môi.